# Sankt Florian
Sankt Florian è un comune austriaco di 6 084 abitanti nel distretto di Linz-Land, in Alta Austria; ha lo status di comune mercato (Marktgemeinde). Vi sorge l'abbazia di San Floriano.